# AZS-AWF Varsovie (volley-ball féminin)
L’AZS-AWF Varsovie (en polonais : AZS-AWF Warszawa) est un club féminin de volley-ball polonais fondé en 1949 et  basé à Varsovie, évoluant pour la saison 2013-2014 en II liga.

## Palmarès
- Championnat de Pologne
  - Vainqueur : 1952, 1955, 1956, 1957, 1958, 1960, 1962, 1963, 1964, 1965, 1966.
  - Finaliste : 1959, 1961, 1973, 1975.
- Coupe de Pologne
  - Finaliste : 1970, 1972.
- Coupe des champions
  - Finaliste : 1961, 1963.